# Livre irlandaise (997-1826)
Pour les articles homonymes, voir Livre irlandaise, Livre et Punt.
La livre est l'ancienne monnaie de l'Irlande de 997 à 1826, après quoi l'île adopta la livre sterling en conséquence du fait qu'elle faisait partie du Royaume-Uni de Grande-Bretagne et d'Irlande depuis 1801.
En 1922, l'État libre d'Irlande institue une seconde livre.

## Subdivisions
De façon analogue à la livre sterling, la livre (£) irlandaise était divisée en 20 shillings (notés s ou /) et chaque shilling en 12 pence (notés d).

## Histoire monétaire

### Moyen Âge

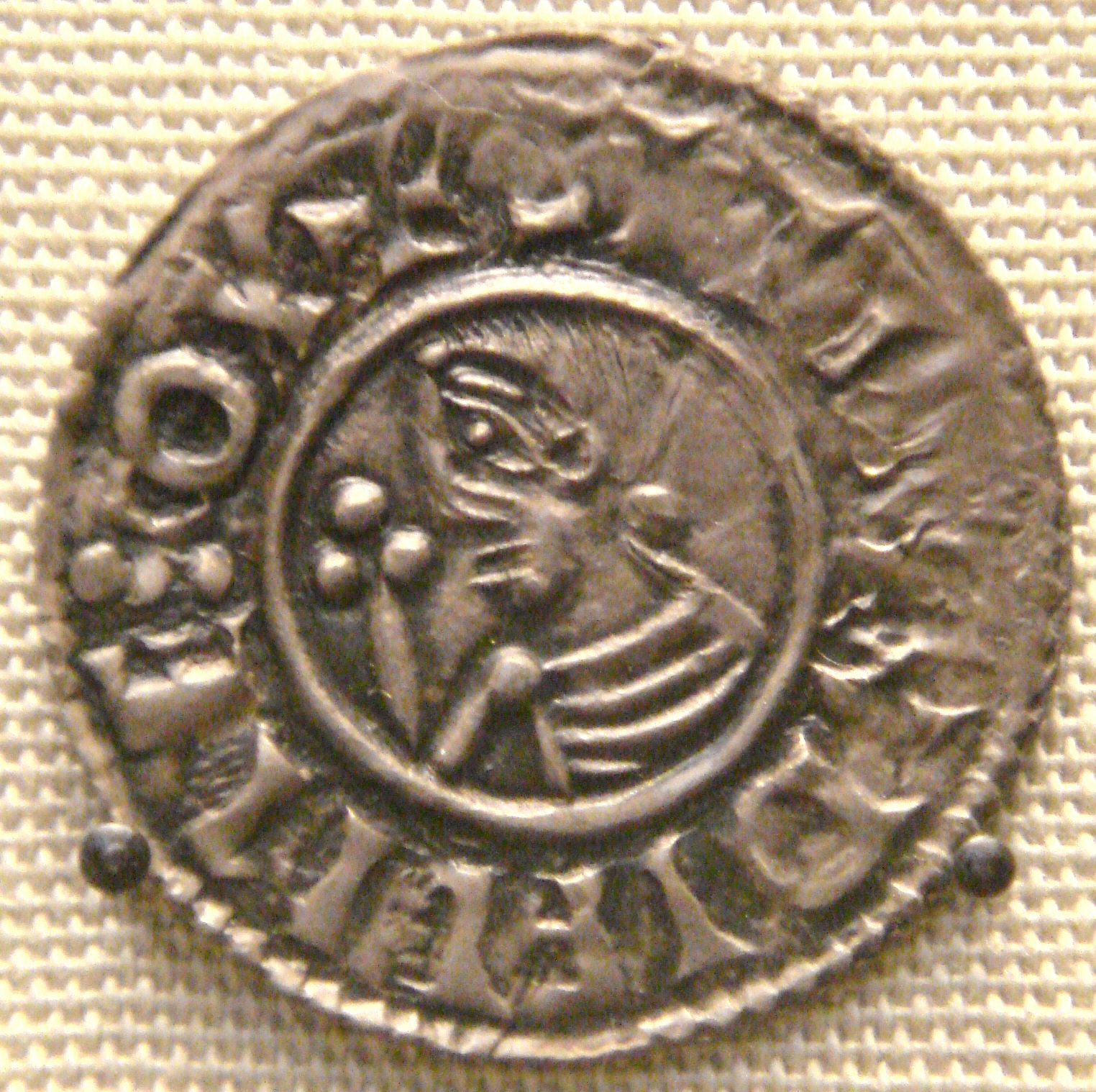
Avers du penny de Sitric III (v. 989, argent, British Museum).

Les Gall Gàidheal dominent une grande partie du nord de l'Île d'Irlande (connue sous le nom latin de Hibernia), dont certains ports et comptoirs, au Xe siècle. Sous l'autorité de Sigtryggr Silkiskegg (Sitric III), roi de Dublin, sont alors frappées des pièces de la taille d'un penny d'argent pesant 1,42 g, qui sont des imitations des monnaies frappées par Æthelred le Malavisé, roi d'Angleterre. La frappe qui remonte à 989 est la plus ancienne pièce divisionnaire de la livre romaine produite sur l'île, poids référentiel pour le standard en sterling qui suppose une taille en 240 pence d'argent, le penny anglais étant l'équivalent du denier continental. 

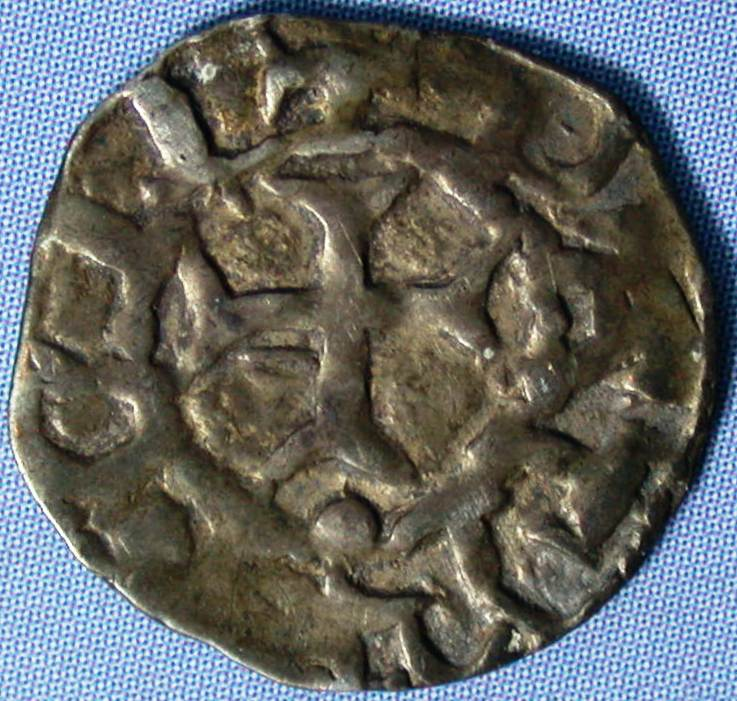
Avers du farthing de Jean de Courcy, baron d'Ulster (v. 1190), dédié à Patrick (argent, musée national d'Irlande).

La bataille de Clontarf en 1014 met fin à ce type d'émissions. Durant une centaine d'années, suivent des frappes uniquement en penny d'argent, avec pour motif central la « longue croix », qui ressemble à une variante de la croix pattée. Le métal d'argent provient des mines irlandaises. À partir de 1167, les Anglo-Normands débarquent du côté de Wexford ; Henri II d'Angleterre met le pied sur l'île en octobre 1171. Les frappes exécutées au marteau dans des ateliers à Dublin ou à Waterford proposent des pièces divisionnaires du penny d'argent (¼ et ½), appelés farthings qui circulent jusqu'en 1290.

### Seigneurie puis royaume d'Irlande

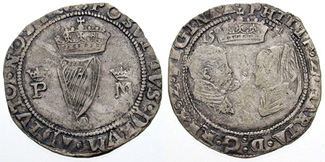
Groat irlandais (1557) de Philippe et Marie, avers à la harpe celtique couronnée.

Jean est élevé par son père Henri II au titre de seigneur d'Irlande (Lord of Ireland) en 1177. Depuis cette époque jusqu'à 1460, le monnayage ne varie que très peu. Après cette date, un groat (4 pence) aux armes d'Édouard IV est frappé, suivi par un demi-groat à partir de 1483. Sous le règne de Henri VIII, la livre connaît une réformation. Le souverain fait aussi modifier sa titulature sur les monnaies, et après 1535, Dominus Hiberniae (seigneur d'Irlande) devient Rex Hiberniae (roi d'Irlande). Sous le règne de son fils, Édouard VI, est frappée le premier shilling irlandais. Durant la Rébellion irlandaise de 1641, une série de monnaie est frappée principalement à Dublin, consistant en pièce en cuivre plaquée d'argent ; Walter Butler, 11e comte d'Ormond, et lord Justice, fit émettre des couronnes, appelées Ormond money, déclarées illégales par Oliver Cromwell lors de la l'invasion de l'île en 1649. Entre 1657 et 1674, environ 800 types de farthings en cuivre ont été émis, considérés comme des jetons de nécessité. Charles II accorde un droit de frappe entre 1680 et 1684 de demi-penny en cuivre, droit confirmé par Jacques II jusqu'en 1688. Durant la guerre qui l'oppose à Guillaume d'Orange-Nassau, Jacques II s'enfuit en France puis débarque en Irlande en mars 1689 où il trouve de nombreux soutiens ; sont alors émises des monnaies en cuivre valant pour des shillings, à partir de métaux récupérés dans des arsenaux militaires, d'où leur nom de Gun money (en). Certaines frappes sont effectuées à Limerick.
En juin 1701, la relation entre la livre irlandaise et la livre sterling est fixée à 13 pence irlandais (c'est-à-dire 1 shilling et 1 penny irlandais) pour 1 shilling anglais,, ce qui correspond à 13 livres irlandaises pour 12 livres sterling. À titre de comparaison, la livre écossaise fut absorbée par la livre sterling en 1707 à un taux de 12 livres écossaises pour 1 livre sterling. Une proclamation du 29 septembre 1837 fixa la guinée anglaise (c'est-à-dire 21 shillings sterling) à 22s 9d irlandais, ce qui correspond au même taux de 13 livres irlandaises pour 12 livres sterling.

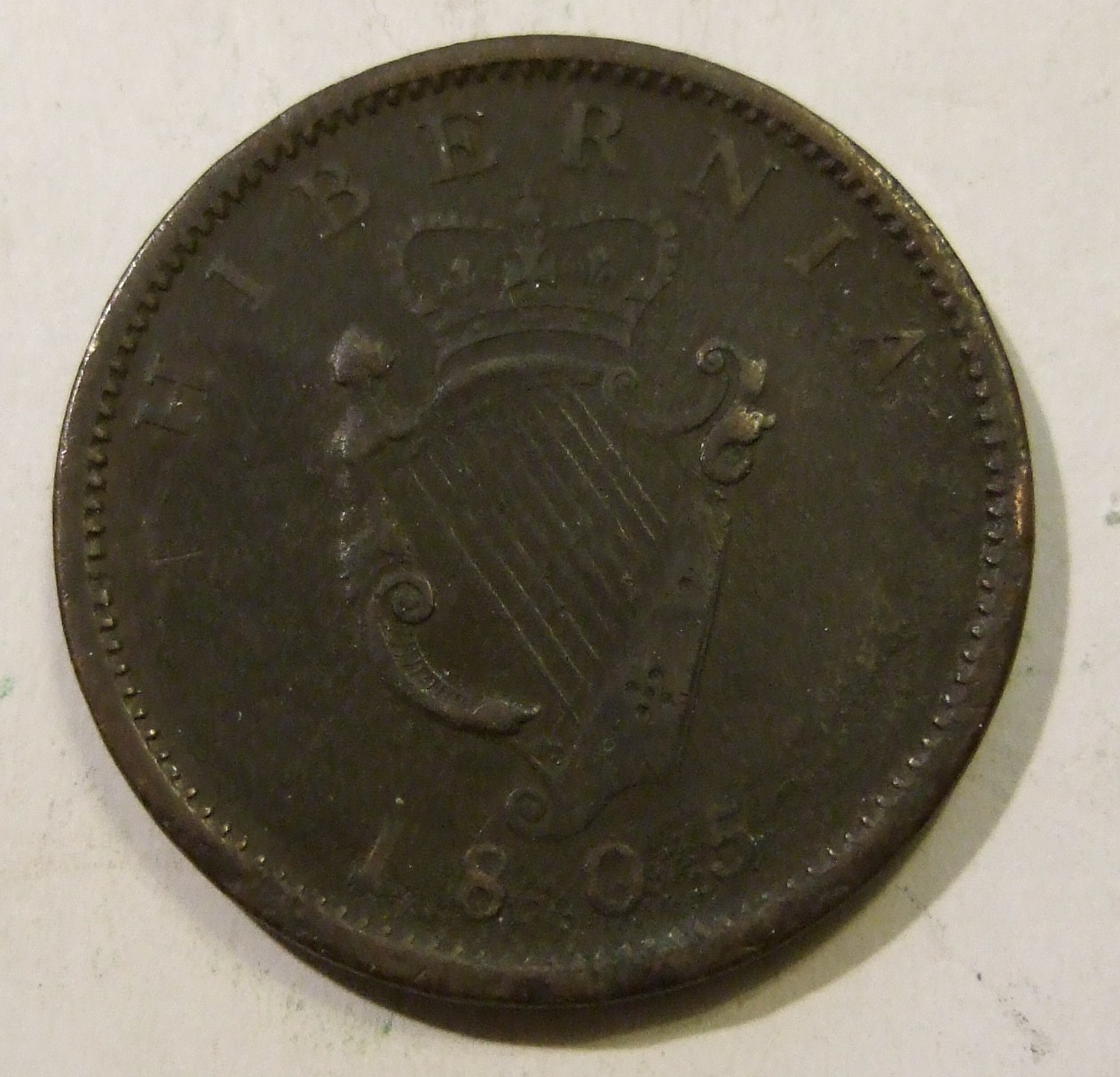
Pièce de 1 penny (1805), revers, cuivre.

En 1801, le royaume d'Irlande est intégré au sein du Royaume-Uni de Grande-Bretagne et d'Irlande. Entre 1788 et 1806, la disette monétaire en matière de pièces divisionnaires donne lieu à la frappe de nombreux jetons en cuivre. La Soho Mint est chargée par Londres de fabriquer des pièces de ½ penny et de 1 penny figurant George III et la harpe celtique couronnée, surmontée de la mention Hibernia. Entre 1804 et 1813, la Bank of Ireland fait frapper des pièces de 10 shillings en argent, et contremarque des pièces de huit (8 réaux espagnols) pour une valeur de 6 shillings. 
Le 5 janvier 1826, la livre irlandaise est remplacée par la livre sterling au taux de 13 livres irlandaises pour 12 livres sterlings. Durant les cent années qui suivent, de nombreuses banques privées irlandaises émettent du papier monétaire.